# American Heart Association
L’American Heart Association (AHA) est un organisme américain à but non lucratif qui favorise les soins cardiaques appropriés en vue de réduire les invalidités et les décès causés par les maladies cardiovasculaires et les AVC (accidents vasculaires cérébraux). Son siège social est situé à Dallas, au Texas. L’American Heart Association est un organisme national sanitaire bénévole dont la mission est : « Construire une vie plus saine, exempte de maladies cardiovasculaires et d'AVC. »
C'est un organisme de référence en matière de maladies cardiovasculaires et de prévention des risques dans ce domaine. La plupart des protocoles et recommandations utilisés aux États-Unis et dans le monde sont établis, en grande partie, à partir de leurs recherches et publications.